# Irène l'Athénienne
Vous lisez un « bon article » labellisé en 2019.
Pour les articles homonymes, voir Irène et Sainte Irène.
Irène l'Athénienne (en grec ancien Εἰρήνη ἡ Ἀθηναῖα / Eirḗnê hê Athênaía) est une impératrice byzantine, née vers 752 à Athènes et morte le 9 août 803 sur l'île de Lesbos.
Elle règne en tant que régente pour le compte de son fils de 780 à 790 puis en tant qu'impératrice régnante (Βασιλεύς / basileús) de 797 à 802. Elle est la première femme de l'histoire à régner en tant que basileus.
Issue d’une famille de l'aristocratie athénienne, elle est choisie à l'issue d’un concours de beauté par l'empereur byzantin Constantin V comme épouse pour son fils Léon IV. Elle se marie avec ce dernier en 768 puis monte sur le trône avec lui. Cependant, après cinq ans de règne, Léon IV meurt brutalement. Irène devient alors régente pour le compte de leur fils, Constantin VI, qui est alors âgé de 9 ans.
Lorsqu’elle arrive au pouvoir, la société byzantine est secouée par un grave conflit interne, à la fois théologique et politique, appelé la « querelle des images », qui voit se déchirer les iconodules, partisans de la représentation du divin, et les iconoclastes, farouches opposants au culte des icônes religieuses. Défendant les premiers avec ferveur, Irène organise alors le deuxième concile de Nicée en 787 afin de rétablir le culte des icônes qui avait été interdit sous ses prédécesseurs.
Lorsque son fils atteint la majorité, elle affiche son intention de se maintenir au pouvoir et de régner seule, ce qui provoque la rébellion d'une partie de l’armée. En 790, une révolte éclate. Constantin VI en profite pour renverser sa mère et prendre le pouvoir. Deux ans plus tard, il décide cependant de la rappeler auprès de lui et la nomme co-impératrice. Par toute une série de manœuvres, Irène s'arrange alors pour rendre son fils impopulaire auprès de l’opinion publique et de l’Église. En 797, elle le renverse par un coup d'État et lui fait crever les yeux. Elle troque alors son titre de « basilissa » (mère de l'empereur) pour celui de « basileus » (empereur), devenant officiellement la « femme empereur ».
Sur le plan intérieur, elle mène une politique fiscale généreuse, favorisant le commerce et l'artisanat, tout en allégeant les impôts dans les grandes villes. Elle fait également cesser les persécutions contre les moines et fait restaurer le monastère du Stoudion, qui devient alors le grand centre intellectuel de l'Empire.
Sur le plan international, elle s'efforce de consolider les frontières de l'Empire par la diplomatie plutôt que par la guerre. Elle met notamment fin temporairement aux raids arabes qui ravagent l'Asie Mineure. Sa principale réussite, tant comme régente que comme impératrice régnante, se trouve dans les Balkans où elle parvient à repousser les Bulgares et les Slaves et à assurer le contrôle de l'Empire sur toute la bande littorale en Thrace et en Macédoine.
Ses relations avec l'Occident et Charlemagne sont ambiguës. Les deux souverains entretiennent des rapports tantôt amicaux tantôt hostiles, sur fond de lutte d'influence pour le contrôle de la péninsule italienne. À la fin de son règne, elle semble vouloir se rapprocher de lui. D'après Théophane le Confesseur, un mariage entre les deux souverains est même évoqué, même si ce n'est pas certain.
En 802, sa santé décline. Son ministre des Finances, Nicéphore, en profite pour la renverser par un coup d'État. Irène est alors exilée sur Prinkipo puis sur l'île de Lesbos où elle meurt en 803.
Elle laisse l'image d’une femme intelligente, à la fois ambitieuse et sans scrupule, mais également d’une grande piété, comme en témoignent les nombreuses églises qu'elle fait bâtir au cours de son règne.
L'héritage d'Irène est contrasté. Si en Orient elle reste vénérée par l'Église orthodoxe comme celle qui a œuvré pour la restauration des images, en Occident son règne a été longtemps éclipsé par celui de l'empereur Charlemagne, celui-là même qu'elle a, semble-t-il, failli épouser.

## Sources historiques
L'analyse historique de la vie de l'impératrice Irène est une tâche complexe, la plupart des sources à son sujet ayant disparu.
La principale source sur son règne est l'œuvre de son contemporain, le moine et chroniqueur byzantin Théophane le Confesseur. En tant que défenseur des icônes, l'historien offre une représentation très favorable de l'impératrice, qui a œuvré pour le rétablissement des icônes. Même s'il reconnaît que les actes d'Irène n'ont pas toujours été en harmonie avec l'image d'une impératrice pieuse et chrétienne, il considère que ses actions en faveur de l'Église l'emportent sur tout le reste.
Les autres chroniqueurs contemporains d'Irène lui sont également favorables. Théodore Studite, un autre moine et saint byzantin, la décrit comme une souveraine « à l’esprit pur et à l’âme vraiment sainte », qui « par son désir de plaire à Dieu, a délivré son peuple de l'esclavage ». Bien que très méfiant à l'égard du pouvoir impérial, il considère que le règne de l'impératrice a été l'un des meilleurs de son temps.

## Jeunesse

### Origines
Les origines d'Irène sont peu connues. Nous savons seulement qu'elle est née à Athènes, dans une région détenue par l'Empire byzantin mais régulièrement soumise aux incursions des Slaves. Irène signifie « la paix » en grec. Il est difficile de savoir si la jeune femme fut prénommée ainsi dès sa naissance ou si elle fut baptisée sous ce prénom lorsqu’elle se maria. L’historien britannique Romilly Jenkins affirme qu’elle fut baptisée Irène au moment de son mariage avec Léon IV, à l’image de l’impératrice Tzitzak qui avait été rebaptisée Irène quelques années plus tôt au moment de son mariage avec Constantin V. Néanmoins des doutes subsistent à ce sujet, Irène étant un prénom relativement courant à l’époque.
Ses origines sociales sont également obscures. Il semble qu'elle soit issue d'une riche famille de l'aristocratie athénienne. C'est ce statut qui lui aurait permis d'être promise à Léon IV, le fils de l’empereur Constantin V et héritier du trône. Un certain nombre d’historiens ont prétendu qu’elle le devient à la suite d’un concours de beauté. Entre le VIIIe siècle et le Xe siècle, le concours de beauté était en effet un moyen récurrent utilisé par les empereurs pour choisir leurs épouses. Comme le note Irène Sorlin, épouser la plus belle femme faisait partie des attributs de la couronne byzantine. Le monarque pouvait ainsi asseoir sa légitimité tout en rejetant les autres partis possibles. Néanmoins, pour l’historienne, il est probable que les « dés étaient pipés » dès le départ dans ces concours et que les mariages étaient « arrangés ». Même si beaucoup de chroniqueurs iconophiles de l'époque ont célébré la grande beauté d'Irène, les qualités physiques ne suffisaient pas. Comme l’indique Dominique Barbe, il fallait que la future impératrice soit également issue de la bonne société byzantine et qu’elle ait reçu une solide éducation. Néanmoins certains historiens affirment qu’il n’existe aucune preuve qu’Irène ait pris part à une telle cérémonie.
Quoi qu'il en soit, Irène se rend à Constantinople pour se marier avec Léon IV le Khazar, l'héritier du trône impérial. Elle arrive dans la capitale au cours de l'été 768. Étant donné les pratiques de l'époque et le fait qu'elle soit légèrement plus jeune que son futur mari, elle doit alors avoir une quinzaine d'années à son arrivée dans la cité impériale. Elle se rend d'abord au palais de Hiéreia, situé dans les environs de Constantinople, sur la rive asiatique du Bosphore puis rejoint Constantinople le 1er septembre 768, ce qui donne lieu à d'importantes festivités. Elle s'unit avec son époux le 17 décembre 768. En 770 leur naît un fils, le futur Constantin VI, baptisé du même nom que son grand-père, Constantin V.

### Une iconodule chez les iconoclastes
Lorsqu’Irène devient une membre à part entière de la famille impériale, la société byzantine est divisée entre iconoclastes et iconodules.

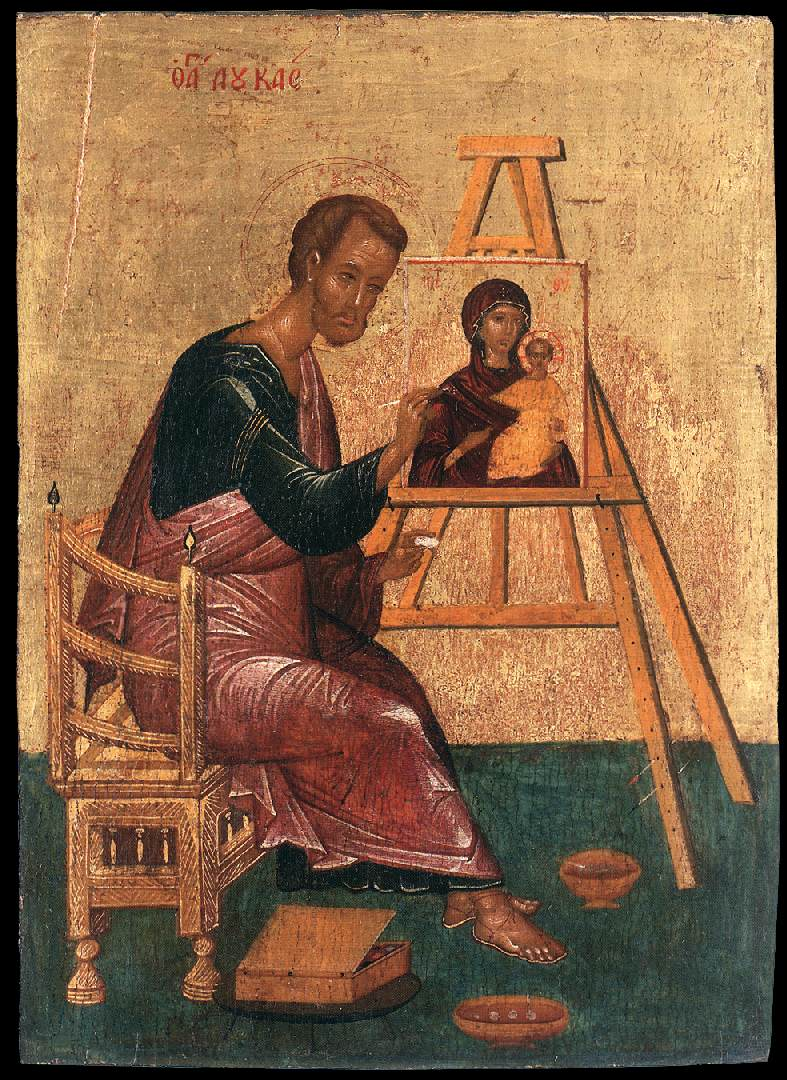
Saint Luc (évangéliste) peignant une icône de la Théotokos.

Depuis plusieurs années, son beau-père, l’empereur Constantin V, mène une politique iconoclaste radicale, caractérisée par la destruction des icônes religieuses et par des persécutions envers les partisans des icônes, comme les moines. Nombre de monastères sont fermés ou convertis en édifices publics. Au sein du pouvoir, toutes les hautes charges du gouvernement sont occupées par des iconoclastes qui appliquent avec plus ou moins de zèle la politique de l’empereur.
Irène, elle, a reçu au cours de sa jeunesse une éducation religieuse traditionnelle iconodule. Pour Dominique Barbe, cette différence s’explique par la différence d’éducation entre les femmes et les hommes dans la société byzantine. En effet, à l’époque, les femmes recevaient une éducation religieuse basée sur une conception traditionnelle du monde, ce qui expliquerait la foi iconophile d’Irène, en opposition aux innovations religieuses comme l’iconoclasme.
De façon étonnante, la famille impériale a donc intégré en son sein une femme qui ne partage pas la même foi. Pour Lynda Garland, il est possible que les sympathies d’Irène à l’égard des icônes ne soient pas connues au moment de son mariage ou qu’elles aient été tacitement acceptées par la famille impériale. Il est probable néanmoins qu’elle ait dû prêter serment de soutenir publiquement la politique impériale iconoclaste.

### Mort deConstantinV
Depuis l’installation des Bulgares dans la péninsule des Balkans durant les années 670, Byzantins et Bulgares sont en état de guerre quasi-permanente.
Après avoir mené plusieurs campagnes victorieuses durant les années précédentes, Constantin V décide de lancer une nouvelle campagne militaire en 775 pour les anéantir. Malheureusement pour l’empereur, l’affaire tourne court. Quelques jours seulement après son entrée sur le territoire bulgare, il doit rebrousser chemin, frappé par une fièvre. Transporté par bateau à Nicomédie, il meurt pendant la traversée à l’âge de cinquante-six ans.

## Impératrice consort

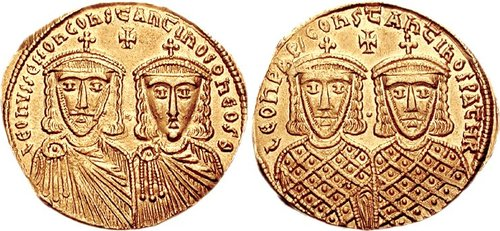
Solidus de Léon IV et de son fils Constantin VI.

Lorsque Constantin V meurt en septembre 775, son fils Léon IV accède au trône à l'âge de 25 ans. Irène, sa femme, devient alors impératrice consort.
Les premiers mois du règne du couple impérial sont marqués par un assouplissement de la politique religieuse. Soucieux d’asseoir sa popularité auprès de ses sujets et peut-être conseillé par Irène, Léon IV ordonne l’arrêt des persécutions contre les moines et les partisans des icônes. Même si la doctrine officielle reste iconoclaste, les icônes ainsi que les autres représentations artistiques de Dieu, de la Vierge Marie et des saints sont tolérées mais uniquement dans la sphère privée.
Afin de s’attirer les faveurs de la population, Léon décide également d’organiser un donativum, autrement dit une distribution au peuple et à l’armée d’importantes sommes d’argent, puisées sur le butin amassé par son père durant ses différentes campagnes.
Ces différentes mesures assurent au couple impérial la sympathie de la population. À la fin de l’année 776, le fils d’Irène et de Léon, Constantin VI, est sacré co-empereur avec le soutien des principaux généraux et représentants du peuple.
Cependant, cette décision ne plaît pas à tout le monde et en particulier aux deux demi-frères de Léon, Nicéphore et Christophore qui lorgnent eux aussi sur le trône. Quelques semaines seulement après le couronnement de Constantin VI, une conspiration menée par Nicéphore et impliquant un cercle restreint de courtisans est découverte. Nicéphore perd son titre de Caesar, tandis que les autres conspirateurs sont tonsurés et exilés à Chersonèse.
Après ce complot, l’Empire byzantin connaît une période de calme relatif qui va s’étaler jusqu’en 780. Sur les frontières extérieures, la situation reste tendue avec les Bulgares et les Arabes, mais ceux-ci ne sont pas en mesure de constituer des expéditions militaires suffisamment importantes pour menacer Constantinople. Léon IV en profite alors pour durcir à nouveau la politique religieuse et renouer avec la politique iconoclaste de son père. En août 780, un certain nombre de courtisans sont ainsi arrêtés et sanctionnés pour avoir vénéré des icônes.
Fervente iconodule, Irène s’inquiète du tournant politique pris par son époux mais elle ne peut rien faire. En tant qu’épouse de l’empereur, elle ne dispose d’aucune fonction officielle. Léon IV, de son côté, n’ignore rien des sentiments iconophiles de sa femme, mais n’y prête pas attention, les considérant comme une superstition typiquement féminine.
La mort soudaine de Léon IV en septembre 780 met brutalement un terme à cette politique. Les circonstances de sa mort sont assez floues. Certaines rumeurs de l’époque indiquent qu’il aurait contracté la maladie du charbon mais ce n’est pas certain. Quoi qu’il en soit, Léon IV meurt le 8 septembre 780, après seulement cinq ans de règne. Son fils Constantin, âgé de neuf ans, est trop jeune pour régner. Irène devient alors régente pour le compte de leur fils.
Entre la naissance de son fils en 770 et sa nomination en tant que régente en 780, les activités d'Irène sont inconnues. Selon l’historien Dominique Barbe, il est possible qu’elle ait passé le plus clair de son temps au sein du gynécée, la partie du palais réservée aux femmes. Elle en aurait notamment profité pour constituer une cour autour d’elle, principalement composée d’iconodules originaires de sa région natale.
La mort de son beau-père puis de son mari à quelques années d'intervalle la conduisent brusquement sur le devant de la scène.

## Régente

### Contexte
Pour comprendre le règne de l'impératrice Irène, il convient de repréciser tout d’abord le contexte dans lequel se trouve l'Empire byzantin au VIIIe siècle au moment où celle-ci accède au pouvoir.

#### Un Empire affaibli

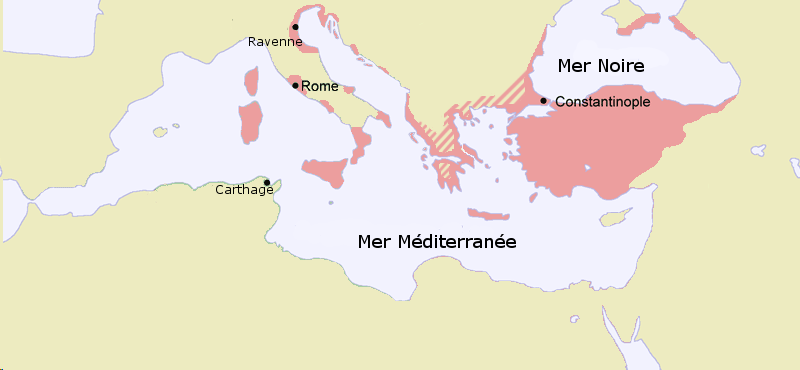
L'Empire byzantin au début du VIIIe siècle.

Lorsqu’Irène devient une personnalité influente de la cour impériale, l'Empire byzantin est dans une situation difficile. Depuis plus d'un siècle, il a connu une profonde diminution territoriale, perdant toutes les provinces orientales en dehors de l'Anatolie, une partie de l'Italie et la quasi-totalité de la péninsule balkanique. Ces différents revers ont conduit les prédécesseurs d’Irène à opter pour une politique défensive, en recentrant l’Empire sur l’Asie Mineure et la mer Égée. Même si l’Empire possède également des possessions périphériques, notamment en Italie, celles-ci sont peu à peu délaissées et contraintes de se défendre de manière autonome.
En arrivant au pouvoir, Irène doit sécuriser les frontières de l’Empire face à deux principaux ennemis : les Bulgares, installés à proximité directe de Constantinople et les Arabes du califat abbasside, qui mènent régulièrement des raids en Asie mineure.
Les premiers se sont installés dans les Balkans au cours des années 670 et sont constamment en guerre avec l’Empire byzantin. Malgré les campagnes victorieuses de Justinien II et Constantin V, les Bulgares n’ont pas été soumis et constituent toujours une menace. Heureusement pour Irène, les Bulgares sont divisés par des conflits internes, ce qui les empêche d’être véritablement dangereux.
Les seconds ont mené par deux fois un siège devant Constantinople en 674 et en 717, mais ont été repoussés à chaque fois et ne sont désormais plus en mesure d'accomplir de conquêtes territoriales. Au VIIIe siècle, une zone tampon à peu près stable s’est construite en Asie Mineure, à la frontière de l’Empire Byzantin et du califat abbasside. Chaque année, les troupes arabes la traversent afin de mener des raids de pillage avant de repartir avec leur butin. Des combats de frontière éclatent par ailleurs épisodiquement mais sans résultat notable.
La principale menace pour la stabilité de l'Empire au VIIIe siècle vient cependant de l’intérieur.

#### Une société divisée

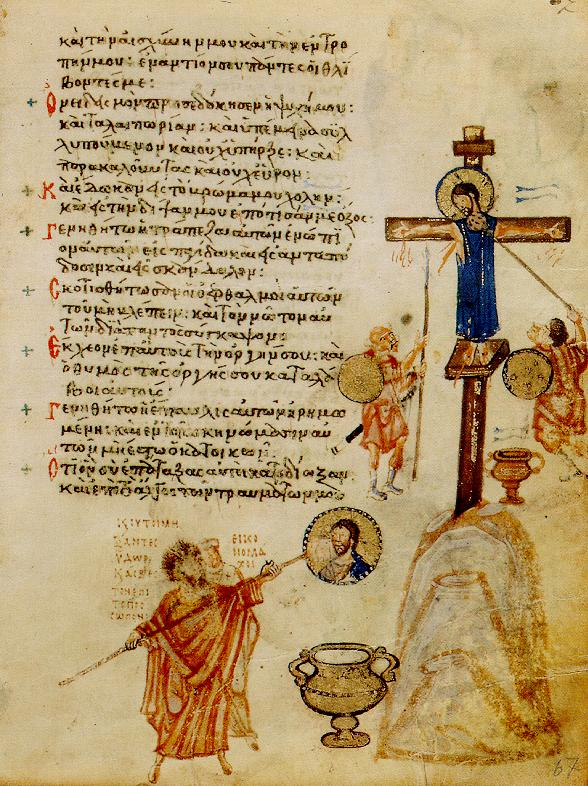
Miniature du Psautier Chludov (IXe siècle) montrant Jean le Grammairien détruisant une image du Christ (musée historique d'État, Moscou).

Depuis plus de quarante ans, l’Empire byzantin est secoué par un grave conflit religieux, appelée la « querelle des images ».
La société byzantine est divisée en deux camps : d’un côté les iconodules, partisans des icônes, et de l’autre les iconoclastes, opposés aux icônes et de manière générale à toutes les représentations artistiques du Christ, de la Vierge Marie et des saints. Si les fonctionnaires, les hautes classes sociales et l’armée sont majoritairement iconoclastes, les classes moyennes et modestes ainsi que les moines sont iconodules. Les insultes et les moqueries sont monnaie courante entre les deux groupes. Les iconoclastes appellent les iconodules « ceux qui adorent les planches », tandis que les iconodules traitent les iconoclastes d'« arabisants ».
Considérant cette division comme une menace pour leur pouvoir, les prédécesseurs d’Irène, Léon III et Constantin V, ont choisi de trancher la question en optant pour l’iconoclasme comme doctrine officielle. En 754, Constantin V convoque le concile de Hiéreia qui condamne la fabrication, la possession ainsi que la vénération des images. Les iconodules, en particulier les moines, sont pourchassés et exécutés.
Après des années de politique iconoclaste, Irène a donc la possibilité de remettre en vigueur les images mais elle doit d’abord asseoir son pouvoir avant d’afficher clairement ses intentions dans le domaine religieux.

### Premiers pas
Dans un premier temps, Irène se contente d’affirmer son autorité, en nommant des hommes de confiance à des postes clés. Dans cette optique, elle s’entoure d’un certain nombre d’eunuques qu’elle nomme à différents postes au sein du palais impérial ou en tant que commandants d’armées. L’un d’entre eux, l’eunuque et patriarche Staurakios, devient rapidement le principal ministre d’Irène. Elle le nomme « logothète du Drome », une fonction importante comprenant la supervision de la police, des services de poste et des affaires étrangères. D’après le chroniqueur Théophane le Confesseur, Staurakios serait ainsi devenu « l’homme le plus important de son temps et le responsable politique le plus influent du règne d’Irène ».
En parallèle, elle entame un vaste programme de constructions et de rénovations dans le domaine religieux. Elle fait notamment remettre en état de nombreuses églises et des monastères délabrés, comme le monastère de la Source et en fait restaurer d’autres, comme le sanctuaire de Sainte-Euphémie.

### Un nouveau complot
La nomination d’Irène en tant que régente ne fait cependant pas que des heureux au sein de la cour impériale. Plusieurs dignitaires trouvent inhabituel d’être dirigés par une femme et préféreraient que le pouvoir revienne à un des demi-frères de Léon IV. Parmi eux, il y a Grégoire, logothète du Drome Bardas, l'ex-stratège des Anatoliques, et Constantin, domestique des Excubites. À la fin de l’année 780, ils projettent de renverser Irène et de placer sur le trône Nicéphore, un des demi-frères de Léon. Malheureusement pour eux, le complot est découvert. Les conspirateurs sont arrêtés et exilés. Quant à Nicéphore et ses frères cadets, Irène réclame qu’ils soient ordonnés prêtres afin qu’ils ne puissent plus jamais revendiquer le trône,.

### Rapprochement avec Charlemagne

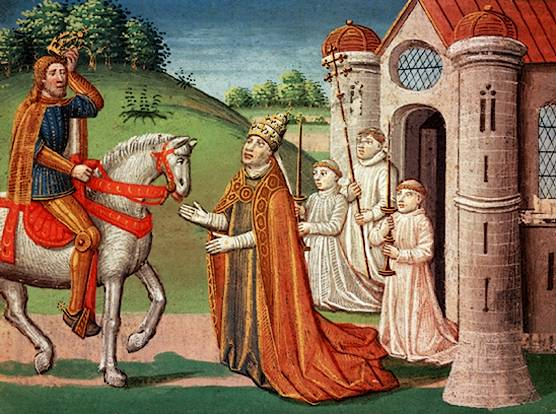
Miniature représentant Charlemagne et le pape Adrien Ier. Incunable d'Antoine Vérard, 1493, Bibliothèque nationale de Turin.

En 781, le regard d’Irène se porte vers une région longtemps délaissée par ses prédécesseurs : l’Italie. À l’époque, les Byzantins ont été chassés d’Italie centrale par les Lombards, mais possèdent encore le Sud de la péninsule et la Sicile.
Les frontières orientales de l’Empire étant à peu près stabilisées, Irène décide de renforcer sa position dans la région. Dans cette optique, elle nomme le patrice Elpidios stratège de Sicile. Les conditions de cette nomination sont assez floues, mais il semble qu’Elpidios ait mal ressenti cette nomination, la considérant comme un désaveu. Peu de temps après être arrivé en Sicile, il se révolte contre l’impératrice et pousse les autres possessions byzantines en Italie à faire de même. Irène réagit immédiatement en envoyant une flotte sous le commandement du patrice Théodore.
Les troupes de Théodore ont à peine débarqué en Sicile qu’un événement inattendu parvient aux oreilles de l’impératrice : le roi franc Charlemagne se trouve à Rome, à la demande du pape Adrien Ier. Les Lombards viennent en effet d’attaquer les États pontificaux et le pape est venu demander le soutien du puissant roi franc.
L’arrivée de troupes franques en Italie inquiète Irène. Depuis plusieurs décennies, Byzantins et Francs entretiennent des relations compliquées voire s’ignorent totalement. Elle connaît également les ambitions de Charlemagne en Italie. Même si ce dernier est venu combattre les Lombards, il n’est pas impossible qu’il décide d’attaquer ensuite les possessions byzantines.
Dans le doute, Irène préfère prendre les devants et envoie deux ambassadeurs à Rome. Ils apportent avec eux une proposition d’alliance entre le royaume des Francs et l’Empire byzantin. Afin de sceller cette alliance, Irène propose à Charlemagne un mariage entre son fils Constantin et la fille de Charlemagne, Rotrude. D’abord hésitant, Charlemagne se montre finalement ouvert à la proposition byzantine et donne son accord pour un futur mariage entre leurs enfants (le projet sera finalement abandonné). Un traité d’alliance est également scellé entre les deux parties.
Ayant sécurisé sa position internationale, Irène a désormais les mains libres pour mater la révolte d’Elpidios. Après plusieurs défaites, celui-ci est contraint de fuir et se réfugie en Afrique du Nord.

### Concile de Constantinople (786)

#### Un prétexte tout trouvé

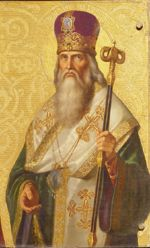
Le patriarche Taraise de Constantinople. Portrait imaginaire par Johann Conrad Dorner, vers 1850, Cathédrale Saint-Isaac de Saint-Pétersbourg.

En 784, un calme relatif règne sur les frontières de l’Empire. L’impératrice décide de mettre à profit ce répit pour convoquer un concile qui rétablira le culte des images, mais doit trouver un prétexte.
La démission du patriarche Paul IV de Constantinople lui fournit une occasion rêvée.
Dans la nuit du 31 août 784, ce dernier a en effet quitté clandestinement son palais et s’est retiré dans un monastère. Les motivations de son geste sont assez floues. Certains avancent qu’il serait tombé malade, d’autres qu’il aurait été poussé à démissionner par l’impératrice elle-même. Quoi qu'il en soit, Irène va exploiter parfaitement cette démission afin de le remplacer par un homme laïc qui lui est dévoué, le secrétaire Taraise.
En tant que laïc, Taraise ne peut accepter d’endosser un tel poste au sein du clergé que si un concile œcuménique est réuni. Il organise une réunion avec des représentants de l'Église et du peuple afin de leur faire part de sa décision. À l’unanimité, les participants se prononcent pour l’organisation d’un concile.
Pour l’impératrice, la première étape est franchie. Néanmoins elle doit obtenir en parallèle le soutien du pape Adrien Ier. Elle écrit donc à ce dernier afin de lui demander d’envoyer des émissaires pour assister au concile. Celui-ci se montre très critique vis-à-vis de l’élection de Taraise au poste de patriarche, celle-ci n’ayant pas été réalisée selon les règles fixées par l’Église. Néanmoins, il se montre favorable à l’organisation d’un concile qui restaure l’orthodoxie et envoie à Constantinople deux légats.

#### Opposition de l’armée et des évêques
Au printemps 786, les différents prélats de la chrétienté se rendent à Constantinople afin de préparer le concile. Néanmoins tous ne sont pas favorables au rétablissement des icônes. Un certain nombre d’évêques sont iconoclastes et opposés aux représentations artistiques du Christ, de sa mère et des saints.
Par ailleurs, ce concile irrite une partie de l’armée, en particulier les tagmata (corps d’élite de l’armée byzantine stationné à Constantinople). Ces soldats sont très attachés à la mémoire de l’empereur Constantin V qui était iconoclaste et qui les avait souvent menés à la victoire. Pour eux, rétablir les icônes reviendrait à bafouer l’héritage du glorieux empereur.

#### Échec du concile

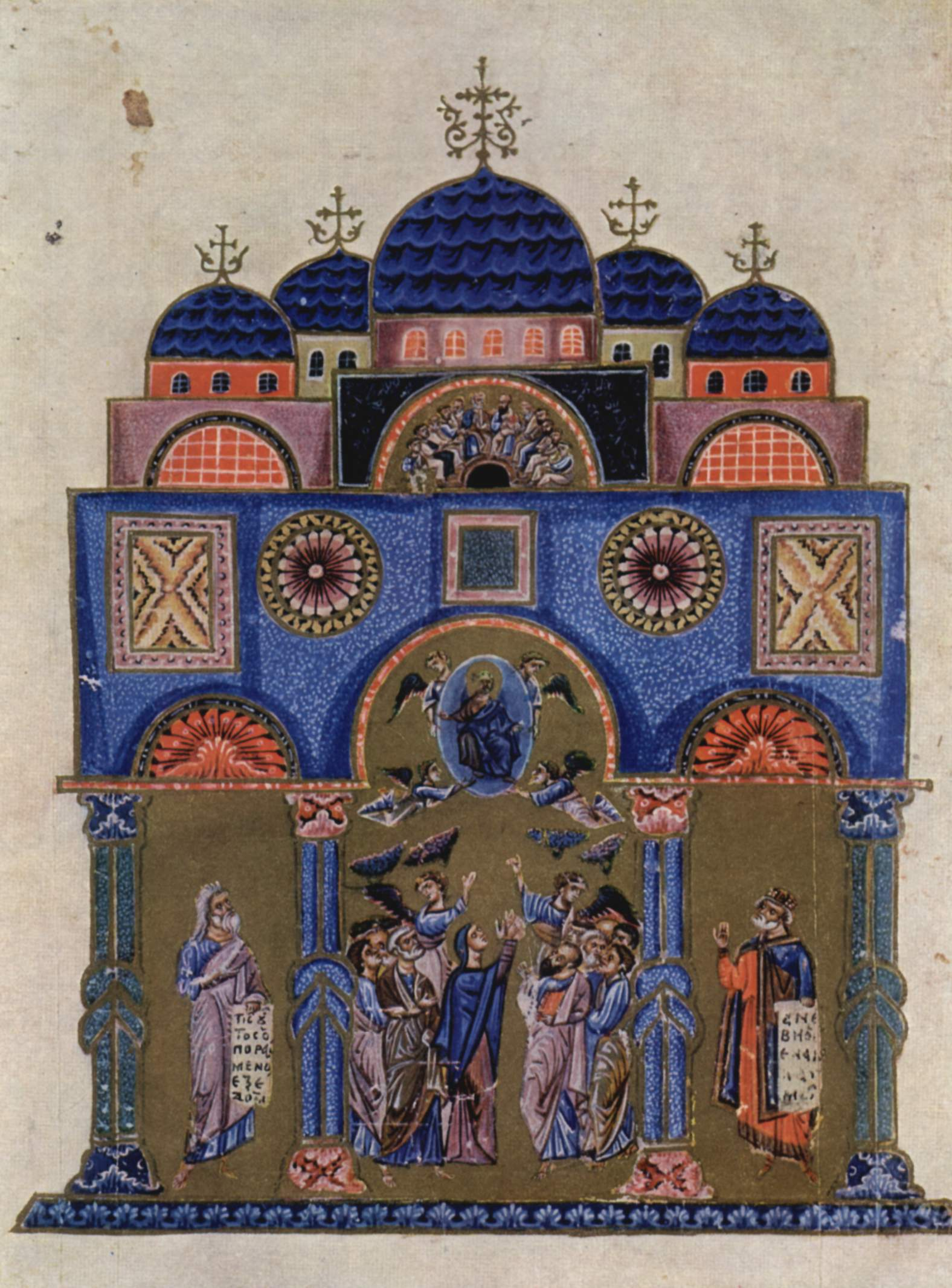
Miniature représentant l’église des Saints-Apôtres, Homélies de Jacques de Kokkinobaphos, BnF, vers 1150.

Le 31 juillet 786, les différents membres du clergé se réunissent au sein de l’église des Saints-Apôtres de Constantinople pour la dernière réunion préparatoire du concile. À l’extérieur de l’église, les soldats des tagmata expriment violemment leur mécontentement. Ils frappent leurs boucliers avec leurs épées, espérant ainsi perturber les débats par le bruit de leurs armes. Les débats se poursuivent néanmoins. Les soldats font alors irruption dans la pièce, espérant pouvoir obtenir que le concile soit reporté mais sans succès. Dans la confusion qui règne, les membres du clergé choisissent d’écourter la séance. L’ouverture officielle du concile, qui doit avoir lieu le lendemain, est maintenue.
Malgré cette première alerte, l’impératrice reste confiante. Selon elle, sa présence ainsi que celle de son fils le lendemain devrait suffire à calmer les dissidents.
Le 1er août 786 a lieu l’ouverture officielle du concile. L’ensemble des pères du concile sont réunis dans le sanctuaire de l’Église des Saints-Apôtres. Irène et son fils Constantin assistent à la séance. Les soldats qui les ont escortés jusqu’à l’église restent, eux, dans l’atrium. Alors que les débats ont commencé, ils sont rejoints par un grand nombre d’autres soldats en colère appartenant aux tagmata et très attachés à la mémoire de l’empereur iconoclaste Constantin V.
L’abbé de Sakkoudion était en train de prononcer une homélie lorsque les soldats ouvrent les portes et font irruption dans la pièce. Ils insultent et menacent de mort les participants. Irène tente de s’interposer mais sans succès. Les évêques iconoclastes applaudissent les soldats et s’exclament : « Nous avons vaincu ! Nous avons vaincu ! » Après avoir demandé le silence, le grand chambellan annonce finalement la dissolution du concile. Irène, elle, bout de colère et prépare déjà sa revanche.

### Concile de Nicée (787): restauration du culte des images

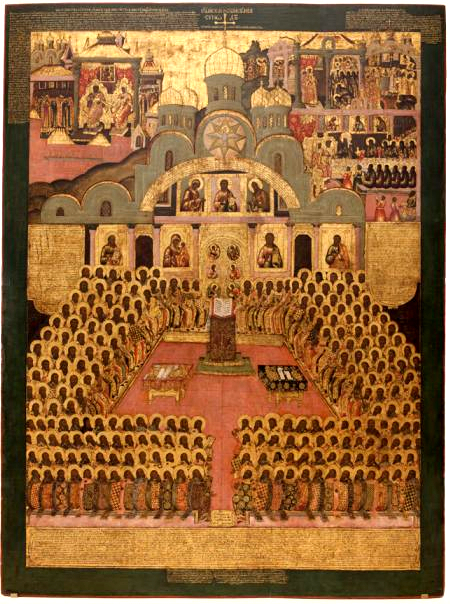
Icône du XVIIe siècle représentant le deuxième concile de Nicée (couvent de Novodievitchi).

Après l’échec du concile de Constantinople, Irène comprend que si elle veut rétablir les images, elle doit tout d’abord neutraliser les régiments iconoclastes des tagmata. La reprise de la guerre avec les Arabes lui fournit une occasion d’éloigner ces derniers de la capitale. Feignant de craindre une expédition de la part du calife, elle envoie les tagmata en Anatolie (actuelle Turquie). Arrivés dans la ville de Malagina, les soldats rebelles sont désarmés par des troupes loyales à l’impératrice puis emprisonnés, en attendant leur rétrogradation. Afin de s’assurer que les rebelles n’entreprendront rien par la suite, l’impératrice ordonne de saisir leurs biens et d’arrêter leurs femmes et enfants, qui serviront d’otages le cas échéant.
Pour les remplacer, elle fait appel à des régiments slaves de Thrace et de Bithynie, qui ne sont pas iconoclastes et dont elle s’est assuré la fidélité.
En mai 787, un nouveau concile œcuménique est convoqué, mais cette fois-ci à Nicée, sur l'autre rive du Bosphore. Les évêques iconoclastes sont autorisés à siéger durant le concile mais aucune communication ne leur est permise avec les soldats. À l’instigation du patriarche Taraise et des moines iconodules, l'iconoclasme est déclaré hérésie à l’unanimité. L’orthodoxie et le culte des images sont rétablis.
Le 23 octobre 787, l’ensemble des participants se rendent à Constantinople afin de présenter la décision du concile à l’impératrice et à son fils. Au cours d’une cérémonie officielle au palais de la Magnaure, Irène et Constantin signent le document actant la restauration du culte des images.
Irène est acclamée par ses partisans, pour qui elle est désormais « la Nouvelle Hélène », allusion à Hélène, impératrice chrétienne et mère de l'empereur Constantin Ier.

### Rupture avec Charlemagne

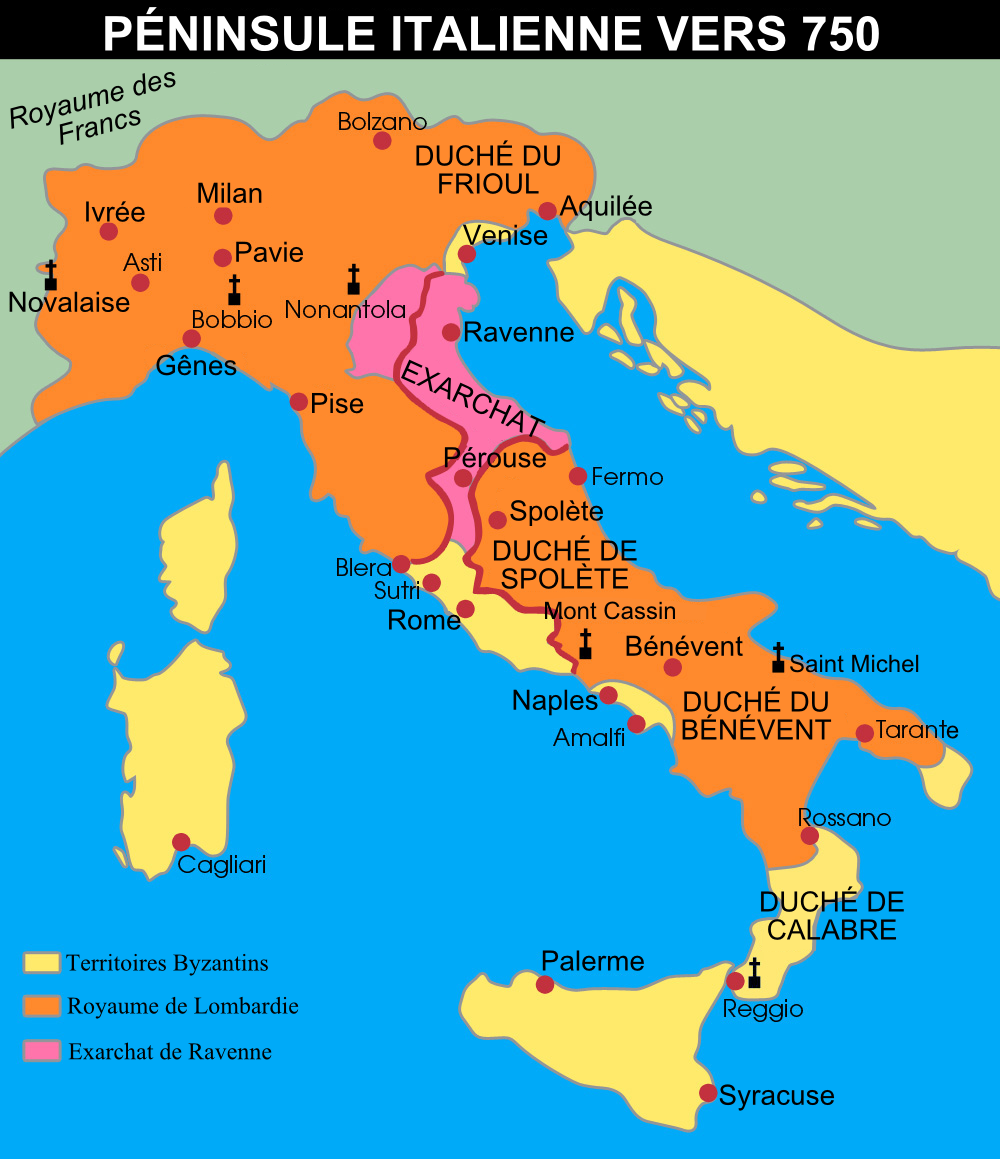
Carte de l'Italie en 750, avant la conquête des territoires lombards par Charlemagne.

Sur le plan international, l’année 787 est marquée par la rupture brutale des relations entre Irène et Charlemagne.
La première raison est l’absence des évêques francs au concile de Nicée. Ces derniers ne supportent pas d’avoir été écartés des débats par leurs collègues byzantins. D’autre part, ils ont reçu une traduction latine très approximative des décisions du concile. Furieux, le clergé franc décide de rédiger son propre traité théologique, le Libri Carolini, en réponse au concile de Nicée. De son côté, Charlemagne n’est pas convaincu par la légitimité du concile de Nicée. En effet, sous prétexte que ses États comptent plus de chrétiens que l’Empire Byzantin depuis qu’il a annexé la Saxe et la Bavière, il pense être plus légitime qu’Irène à convoquer un concile.
La seconde raison est la politique expansionniste de Charlemagne en Italie. Même s’ils ne possèdent plus que la pointe sud de la péninsule, les Byzantins considèrent l’Italie comme une composante naturelle de l’Empire. Irène voit d’un très mauvais œil Charlemagne annexer le duché de Bénévent et en faire un État vassal. Les tensions s’accentuent encore lorsqu'il offre au pape Adrien Ier des terres en Italie centrale qui étaient revendiquées par les Byzantins.
Ces deux raisons conduisent à l’abandon fin 787 du projet de mariage entre le fils d’Irène, Constantin, et la fille de Charlemagne, Rotrude. Malgré l’envoi d’ambassades respectives pour tenter de conclure un accord, Charlemagne n’est pas mécontent de pouvoir garder sa fille auprès de lui. Quant à Irène, elle se sent suffisamment forte depuis le succès du concile de Nicée pour ne pas avoir besoin de l’alliance franque. Le projet est donc abandonné sans regret par les deux parties.

### Concours de beauté
Le projet de mariage de son fils avec la fille de Charlemagne ayant été abandonné, Irène se met en tête de lui trouver une nouvelle épouse. Pour cela, elle décide d’organiser un concours de beauté.
Des émissaires sont alors envoyés aux quatre coins de l’Empire afin de sélectionner des jeunes filles de l’aristocratie correspondant aux critères fournis. Parmi ces critères il y a la taille des pieds, le poids, la grandeur mais aussi les origines de la jeune fille qui doit provenir d’une bonne famille.
Finalement, treize jeunes filles sont sélectionnées et envoyées à Constantinople afin d’être présentées à l’impératrice et à son fils. D’après le moine byzantin Nicétas, Constantin aurait alors eu un coup de foudre pour Marie d’Amnia, une des trois petites-filles d’un aristocrate ruiné, nommé Philarète. Cette version est néanmoins considérée comme douteuse par un certain nombre d’historiens. D’après Lynda Garland, Irène s’arrange en fait pour choisir sa future belle-fille. Elle souhaite surtout une femme qui lui soit redevable et qui soit issue d’une région iconodule de l’Empire. La famille de Marie d’Amnia étant iconodule et ne possédant rien, Irène voit en celle-ci une épouse parfaite pour son fils.
Malgré le mécontentement de Constantin, qui refuse d'épouser Marie, le mariage a bien lieu au mois de novembre 788. Constantin a alors environ 18 ans, Marie entre 14 et 18 ans.

### Éviction d'Irène (790)
Après lui avoir imposé Marie d'Amnia, Irène décide d'écarter son fils Constantin VI du pouvoir et d’assumer seule le gouvernement de l'Empire. Dans le même temps, elle fait introduire des changements dans le protocole de cour afin de marquer la prééminence de son statut. Dans les cérémonies et les acclamations officielles, elle fait ainsi en sorte que son nom soit affiché avant celui de son fils. Un nouveau serment de fidélité est par ailleurs demandé à l’armée. Les soldats doivent jurer que, tant qu’Irène sera en vie, ils ne reconnaîtront jamais son fils comme empereur.
Des tensions apparaissent alors entre la mère et le fils. Constantin VI se sent isolé et sans influence face au premier ministre Staurakios dont l’influence ne cesse de grandir. Plutôt que d’affronter directement sa mère, il préfère comploter contre Staurakios. Son but est de renverser ce dernier pour pouvoir ensuite gouverner conjointement avec sa mère. Malheureusement pour lui, Staurakios découvre le complot et rapporte tout à Irène. Les conjurés sont arrêtés et emprisonnés ou exilés. Constantin, lui, est enfermé dans ses appartements.
À partir de février 790, Irène pense enfin pouvoir régner seule mais une défaite militaire vient tout remettre en cause.
Durant l’été 790, les Arabes lancent une expédition contre Chypre. Irène riposte en envoyant une flotte, mais celle-ci est vaincue. Le stratège Théophile qui commande la flotte est même fait prisonnier par les Arabes. Les circonstances de cette défaite sont assez floues mais elle semble avoir été suffisamment sévère pour que le prestige d’Irène au sein de l’armée s’en trouve dégradé.

Les thèmes byzantins vers 780.

Pour une partie de l’armée, cette nouvelle défaite est la goutte d’eau qui fait déborder le vase. En septembre 790, une révolte militaire éclate au sein du thème des Arméniaques. Les soldats refusent de prêter serment à l’impératrice et proclament Constantin VI comme seul souverain. Face à cette rébellion, Irène préfère temporiser et envoie le général Alexis Mousélé entamer des négociations, mais celui-ci la trahit et rejoint le camp des rebelles. À cette nouvelle, les autres thèmes d'Asie mineure suivent le mouvement, déposent leur commandant et proclament également Constantin comme leur seul empereur.
Face à la propagation de la rébellion, Irène se résigne à libérer son fils de ses appartements. Après avoir été proclamé comme seul basileus autokrator par les troupes, Constantin VI fait son entrée dans la capitale en décembre 790. Irène est assignée à résidence dans le palais d’Eleuthérion, tandis que son principal ministre, l'eunuque Staurakios, est tonsuré et banni.

### Retour au pouvoir (792)
Deux ans après son éviction, Irène est rappelée à la cour impériale à la demande de son fils. Les circonstances de ce retour en grâce sont assez floues. Il est possible néanmoins qu’Irène ait profité de l’appui de certains membres de l’entourage de son fils qui étaient ses amis et qui se sont maintenus dans les sphères du pouvoir. Le 15 janvier 792, Irène fait donc son retour au Palais Sacré et est rétablie dans son titre d’Augusta. Dans le même temps, son favori, l’eunuque Staurakios, fait lui aussi son retour aux affaires.
Selon l’historien français Charles Diehl, Irène serait revenue animée d’un désir de vengeance, « avide de châtier ceux qui l’avaient trahie ». Un autre historien, Dominique Barbe, émet cependant des doutes sur cette affirmation. En effet, il n’existe aucune source sur les motivations d’Irène à ce moment-là. Ses actions montrent qu’elle agit avant tout comme une impératrice, ce qui tendrait à faire croire que la raison d’État passe avant tout pour elle. Malgré l’affection qu’elle peut avoir pour son fils, elle est convaincue par son entourage d’être la mieux placée pour régner. Elle s’emploie donc dans les années qui suivent à écarter son fils Constantin du pouvoir, en le rendant impopulaire, y compris aux yeux de ses propres partisans.

Les thèmes en Asie Mineure vers 950.

Irène commence tout d’abord par discréditer son fils auprès des soldats du thème des Arméniaques, ceux-là mêmes qui s'étaient révoltés contre elle et avaient aidé son fils à conquérir le pouvoir quelques années plus tôt.
Au début de l’année 792, le stratège des Arméniaques, Alexis Mousélé, est appelé au palais afin de remplir une fonction dans l’entourage de l’empereur. Néanmoins cette nomination est mal ressentie par ses soldats qui sont très attachés à leur chef. Irène voit là une occasion de détériorer l’image de son fils auprès des soldats. Elle fait ainsi croire à Constantin que ce mécontentement des troupes est en fait l’œuvre d’Alexis Mousélé et que celui-ci prépare un coup d’État. Dans le doute, Constantin fait aussitôt arrêter et aveugler Alexis Mousélé. Furieux, les soldats du thème des Arméniaques se révoltent. En 793, Constantin écrase la révolte, mais cette affaire, survenue quelques mois après une campagne désastreuse contre les Bulgares, a gravement entamé son image auprès d’une partie de l’armée.
Cependant c’est une affaire de mœurs qui va compromettre définitivement Constantin auprès de l’opinion publique byzantine. Le 3 janvier 795, il annonce son intention de répudier sa femme Marie afin de pouvoir épouser une dame de compagnie de sa mère, une certaine Théodote, dont il s’est entiché. Selon l'historienne et chercheuse Lynda Garland, Irène est certainement au courant de cette liaison. Elle l’aurait peut-être même encouragée pour compromettre son fils. La décision de Constantin provoque en tout cas le mécontentement de l’Église qui ne reconnaît qu’un seul motif valable de divorce : l’adultère. Malgré l’avertissement, Constantin décide de passer outre. En août 795, il répudie son épouse, s'unit avec Théodote et la fait couronner Augusta. Dans l’opinion publique byzantine, cette affaire de mœurs passe mal, en particulier au sein du clergé.

### Complot et destitution de Constantin

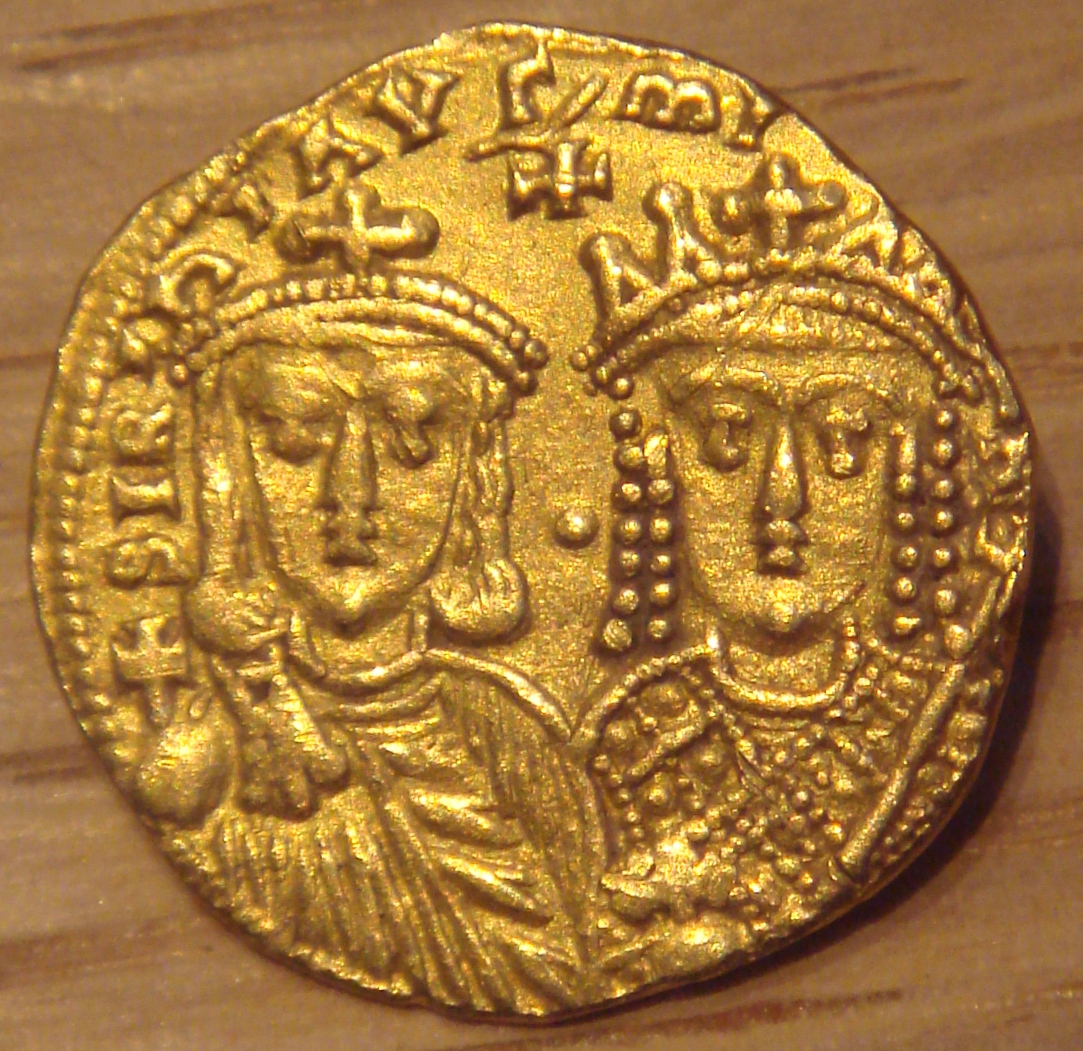
Solidus représentant Constantin VI et sa mère Irène. Musée de la monnaie de Paris.

Le 7 octobre 795, la nouvelle femme de Constantin, Théodote, donne naissance à un fils, nommé Léon. Si cette nouvelle réjouit Constantin, sa mère Irène perçoit cette naissance comme une menace pour son avenir. Lorsque l’enfant sera majeur, il est probable que Constantin le nommera co-empereur. Irène sera alors probablement évincée du pouvoir. Elle réunit alors un certain nombre de hauts dignitaires. À force de cadeaux et de promesses, elle parvient à les convaincre d’élaborer un coup d’État afin de la nommer seule impératrice.
Le 17 juillet 797, l’empereur quitte l’Hippodrome et se promène dans une des allées du Palais Sacré, entouré de quelques gardes du corps. Soudain, les conjurés surgissent et tentent de s’emparer de lui. Dans la mêlée qui s’ensuit, Constantin parvient à s’enfuir et à prendre un bateau qui le conduit jusqu’au port de Pylai, à quelques dizaines de kilomètres de Nicée. Là-bas, il est rejoint par des courtisans qui font partie de l’entourage d’Irène mais qui hésitent encore à choisir leur camp.
Décontenancée par cet échec, Irène se reprend rapidement. Elle envoie alors une lettre aux courtisans qui se trouvent avec l’empereur, en les menaçant de les dénoncer s’ils ne s’emparent pas de lui et ne le ramènent pas sous bonne garde à Constantinople. Devant cette menace, les conspirateurs réagissent. Ils saisissent Constantin pendant son sommeil et le font monter dans une galère en direction de Constantinople.
Tandis que Constantin est enfermé dans la Chambre pourpre du palais impérial, Irène rassemble ses fidèles dans son palais d'Eleutherios et leur déclare qu’elle assume seule le pouvoir impérial.
Pendant ce temps, Staurakios et quelques autres conseillers d’Irène délibèrent sur le moyen d’écarter une fois pour toutes Constantin du pouvoir. Plutôt que de le tuer, ils conviennent qu’il soit aveuglé, conformément à un rituel de déposition des empereurs byzantins. En effet, un infirme ne peut prendre la qualité d'empereur. Le 18 août 797, des conjurés s'introduisent dans la chambre de porphyre où est enfermé Constantin et lui crèvent les yeux au moyen de poinçons (ou l'aveuglent par rapprochement d'un fer très chaud). Dans ses écrits, le chroniqueur byzantin Georges le Moine a affirmé que tout s’est passé « sans qu’Irène fût présente, ni sans qu’elle connût les desseins de ses ministres »
. Cependant cette affirmation est rejetée par la majorité des historiens. Pour Dominique Barbe, Irène ne pouvait ignorer ce qui se tramait. Elle aurait donc ordonné d’aveugler son fils,, ou au moins aurait donné son accord.
Le flou persiste sur le sort de Constantin VI. Il semble qu’il ait été envoyé en exil sur l'île de Prinkipo et qu’il y soit mort (peut-être des suites de ses blessures). D’après Théodore Studite, Constantin VI aurait cependant survécu à ses mutilations. Il aurait vécu pendant quelques années avec sa femme Théodote, mais la date de sa mort reste inconnue. Le fait est qu’il disparaît à ce moment-là de la scène politique.
Entre-temps, Irène se fait proclamer « basileus » (empereur) et non plus seulement « basilissa » (impératrice), un titre désignant la mère ou l'épouse de l'empereur. Elle devient alors la « femme empereur ».

## Basileus(797-802)

### La «femme empereur»

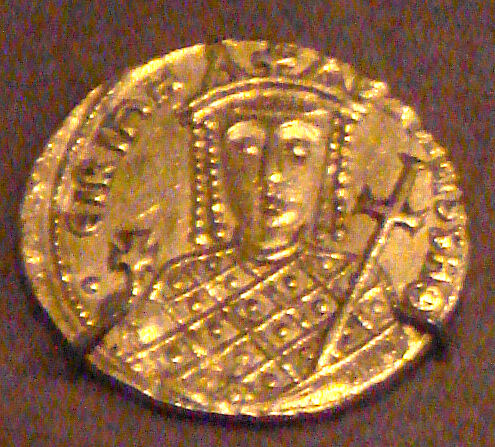
Solidus représentant Irène (797-802). Metropolitan Museum of Art.

Régnant désormais sans partage, Irène s’attache à afficher son statut de seule souveraine auprès de ses sujets. Dans au moins deux novelles (ordonnances) qu’elle promulgue, elle se fait appeler « Irène, grand basileus et autocrator des Romains ».
Elle veille également à ce que son portrait soit affiché des deux côtés des pièces de monnaie, devenant ainsi la première impératrice byzantine à avoir des pièces de monnaie à son image. Sur celles-ci, elle est représentée dans la robe consulaire des empereurs, tenant un sceptre cruciforme et un globus cruciger (sphère surmontée d'une croix).

### Politique économique et religieuse
Sur le plan intérieur, Irène prend le contrepied de la politique suivie par Constantin V et Constantin VI et apporte son soutien aux riches commerçants, au détriment des couches populaires.
Elle adopte une politique fiscale généreuse, diminuant les taxes sur les objets de consommation ainsi que les droits de douane sur terre et sur mer. Des secteurs comme l’artisanat bénéficient d’importantes réductions d’impôts. Elle supprime également le fouage (kapnikon) pour les institutions philanthropiques, les orphelinats, les maisons de retraite, les églises et les monastères impériaux. Enfin, elle allège la fiscalité d'exportation et d'importation des grandes villes maritimes, et favorise la reprise des échanges commerciaux dans les Balkans et avec l'Occident.
Sur le plan religieux, elle fait tout pour satisfaire les moines. Dès son retour au pouvoir, elle lève toutes les sanctions de Constantin VI qui avaient été prises contre eux. Les moines exilés sont ainsi autorisés à rentrer chez eux. Néanmoins, l’impératrice ne s’arrête pas là. Soucieuse de favoriser les vocations, elle fait bâtir des monastères et soutient financièrement la restauration d’un certain nombre de couvents. Sous son règne, le monastère du Stoudion à Constantinople devient le grand centre intellectuel de l’Empire. Sous la direction de l'évêque Théodore, il devient également un lieu symbolique de l’iconophilie où les moines restaurent et peignent des icônes.
Souhaitant améliorer les conditions de vie des plus défavorisés, elle fait enfin passer une loi qui déclare suffisante une seule bénédiction pour sanctionner le mariage des pauvres. Elle interdit néanmoins la possibilité de contracter un troisième mariage après deux veuvages.
Ces réformes, notamment les nombreuses réductions d’impôts, assurent à Irène une grande popularité au sein de la population, mais sont critiquées par certains membres de l'aristocratie byzantine qui les jugent démagogiques. Les historiens modernes sont généralement assez critiques sur cette politique qui entraîne une réduction dangereuse des plus importantes sources de revenus de l'État byzantin qui constituaient une des bases de la puissance impériale,.

### Politique étrangère
Dans l'impossibilité de défendre efficacement les frontières de l'Empire, elle s'efforce de résoudre les conflits par la diplomatie.
Lorsque les Arabes reprennent leurs raids en Asie Mineure en 797, elle envoie deux prêtres entamer des négociations avec le calife Hâroun ar-Rachîd, mais celles-ci échouent. L’année suivante, les Arabes infligent une sévère défaite à l'armée byzantine du thème de l'Opsikion et lancent une expédition qui atteint Malagina (nord-ouest de l’actuelle Turquie). Face à ces difficultés, Irène accepte de payer un tribut au calife en échange d’une trêve de quatre ans. À partir de février 799, les raids arabes cessent. Malgré ce répit, la situation sur la frontière reste précaire. Alors que les empereurs isauriens étaient généralement parvenus à faire refluer la menace des Arabes, la tendance s'inverse sous le règne d'Irène en partie du fait de ces raids souvent fructueux qui mettent à mal l'Asie Mineure byzantine. En outre, les Arabes renforcent plusieurs forteresses frontalières qui leur permettent de maintenir une pression constante sur les terres impériales.
Dans la continuité de ses années au pouvoir en tant que régente, Irène sécurise l'influence byzantine dans la péninsule des Balkans où elle parvient à repousser les Bulgares et les Slaves, et à assurer le contrôle de l'Empire sur toute la bande littorale en Thrace et en Macédoine. Ce renforcement de la présence byzantine se matérialise par la création du thème de Macédoine centré autour d'Adrianople,.
Dans le même temps, Irène cherche à se réconcilier avec Charlemagne, avec qui les relations sont tendues à cause de la question italienne. Dans cette optique, elle envoie en 798 le patrice Michel Ganglianos et le prêtre des Blachernes Théophile à Aix-la-Chapelle afin de négocier une paix durable. Jouant la carte de l’apaisement, Irène accepte de reconnaître la souveraineté de Charlemagne sur le duché de Bénévent et sur l’Istrie.
Les efforts diplomatiques d’Irène sont néanmoins remis en cause deux ans plus tard par un événement inattendu : le jour de Noël de l'an 800, Charlemagne est couronné empereur d'Occident par le pape Léon III.

### Un projet de mariage avec Charlemagne

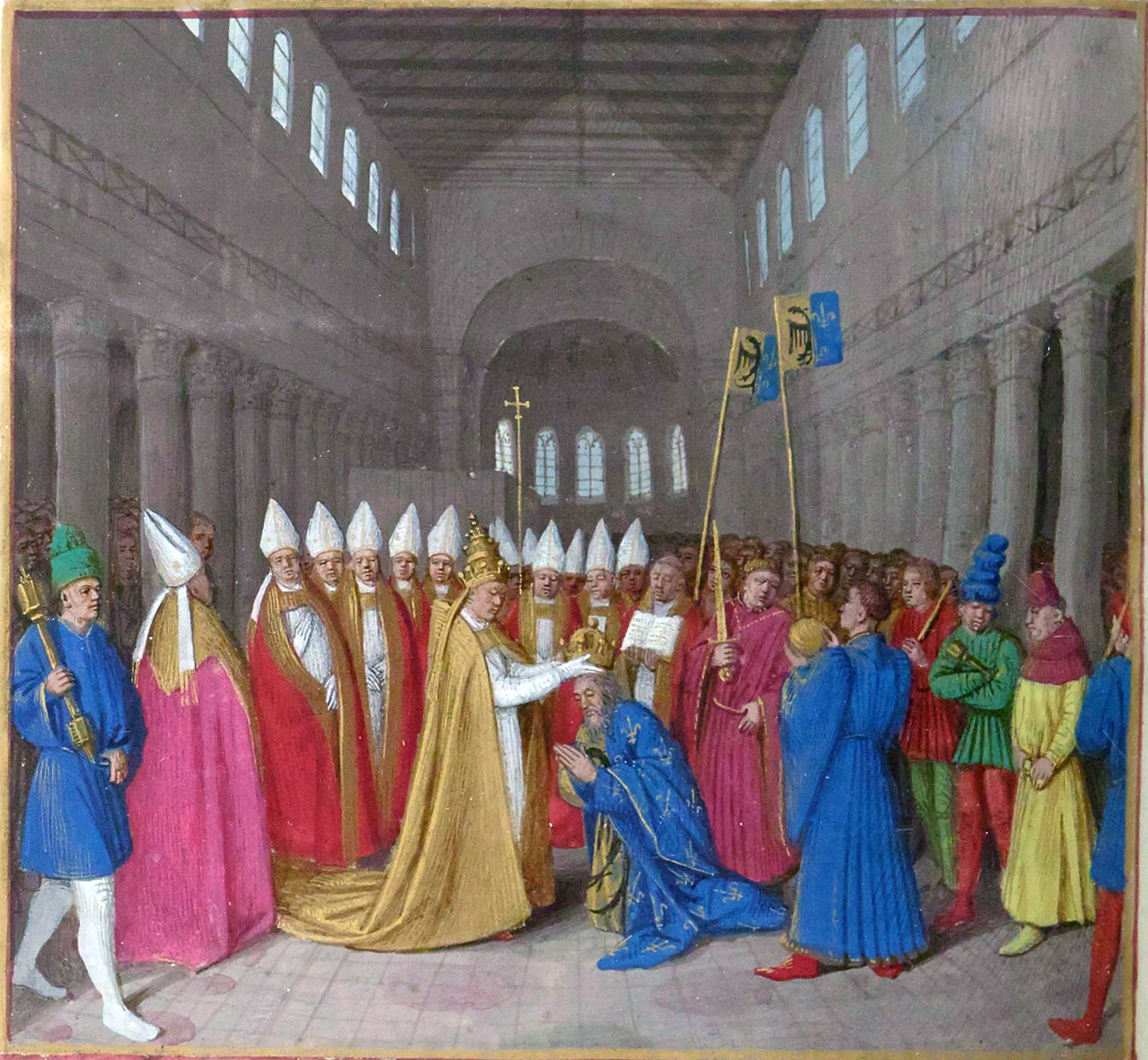
Couronnement de Charlemagne. Miniature de Jean Fouquet, Grandes Chroniques de France, Paris, BnF.

Depuis qu'Irène exerce le pouvoir en son nom propre, le titre d’empereur est considéré comme vacant en Occident, car occupé par une femme. Les milieux carolingiens estiment que dans ces conditions, le titre impérial n’est plus porté. C'est notamment l’avis d'Alcuin, le principal conseiller de Charlemagne, pour qui une femme ne peut, en droit, régner en son nom. Il faut donc trouver quelqu'un qui puisse prendre le titre d’« empereur des Romains ». Le pape Léon III n'est pas opposé à cette hypothèse, d'autant qu'il se cherche à l'époque un protecteur qui lui permette d'asseoir son autorité. C'est ainsi que le 25 décembre 800, Charlemagne est couronné en tant qu'« empereur des Romains » dans la basilique Saint-Pierre.
À Constantinople, l’événement est ressenti comme une provocation. Dans l'opinion publique byzantine, Charlemagne est perçu comme un usurpateur.
Du point de vue byzantin, il ne peut y avoir deux empereurs. Par ailleurs, Rome est toujours perçue comme une composante naturelle de l'Empire, bien qu'éloignée. Un pape ne peut décider de nommer un empereur de sa propre initiative. Pour les Byzantins, il s'agit d’un acte de sécession.
De son côté, Charlemagne se considère désormais comme l'égal des basileis (empereurs byzantins). Si les Byzantins refusent de reconnaître son titre impérial, il le fera reconnaître par la force. La menace d'une guerre est réelle.

Après un an d'hésitation, les deux parties s'orientent vers un étonnant compromis : un mariage entre Charlemagne et Irène. En effet, dans ses écrits, le chroniqueur byzantin Théophane le Confesseur note que 

« Cette année-là (en 800), le roi des Francs Charles fut couronné par le pape Léon et après avoir pensé faire attaquer la Sicile par une flotte, il changea d'avis et songea à conclure un mariage et la paix avec Irène ; à cette fin, il envoya l'année suivante […] des ambassadeurs à Constantinople. »

Irène n'est pas opposée à l'idée d'un mariage et envoie en retour une ambassade à Aix-la-Chapelle à l’automne 801 afin de valider les contours du projet.
Un certain nombre d'historiens considèrent toutefois ce mariage comme une simple rumeur, arguant que seul Théophane y fait référence. Pour le Français Georges Minois, cette solution, digne d'un « conte de fée », est trop belle pour être véridique. Cependant d’autres historiens, comme Dominique Barbe, considèrent cette hypothèse comme tout à fait crédible, car elle répondrait aux objectifs des deux souverains. En effet, Irène recherche la paix avant tout. Elle voit également dans ce projet une manière de réunifier l'Empire romain. Quant à Charlemagne, il se voit mal déclencher une guerre avec Constantinople dont l'issue est incertaine. Une union des deux dynasties semble donc être un bon compromis.
Quoi qu'il en soit, le mariage n'aura jamais lieu. Lorsque les ambassadeurs byzantins quittent Aix-la-Chapelle en avril 803, Irène a été renversée par un coup d'État.

### Destitution d’Irène

La Chalkè et le Grand Palais de Constantinople.

Dans les années 800-802, Irène approche déjà la cinquantaine. C'est une femme à la santé fragile qui souffre de maux récurrents, raison pour laquelle elle préfère séjourner au palais d’Eleuthérion, sa résidence préférée, plutôt qu’au Grand Palais de Constantinople. Deux hommes vont profiter de cet éloignement pour tenter de prendre le contrôle du pouvoir, si jamais Irène venait à mourir : le logothète du Drome Staurakios et le protospathaire (chef des gardes du corps impériaux) Aetios. Chacun cherche à placer des proches à des postes clés du pouvoir.
Même si Staurakios a longtemps été le favori d’Irène, il semble que les ambitions et l’attitude de ce dernier finissent par la lasser. Au fur et à mesure, elle s’appuie de plus en plus sur son rival Aetios. Sentant que la situation lui échappe, Staurakios organise alors une rébellion dans la province de Cappadoce, mais il meurt avant qu’elle se soit déclenchée. À la mort de son rival, Aetios devient le personnage politique le plus important de la cour d’Irène.
Néanmoins ce dernier n’a pas que des amis à la cour. Un certain nombre de responsables politiques se méfient de cet ambitieux qui œuvre en coulisses pour que son frère Léon devienne l’héritier du trône. Parmi eux, il y a le ministre des Finances, Nicéphore. Ce dernier est irrité par la politique financière d’Irène, en particulier par les nombreuses réductions d’impôts et donations qui ont réduit drastiquement le budget de l’État. Nicéphore est soutenu par un certain nombre de hauts fonctionnaires, dont Nicétas Triphyllios, commandant des Scholai, et un parent d'Irène, Léon Sarantapechos. Tous sont convaincus qu’il faut agir vite s'ils souhaitent redresser l’Empire. Ils organisent alors un complot afin de prendre le pouvoir par la ruse.
Le soir du 31 octobre 802, les conspirateurs frappent à la porte de la Chalkè, la porte principale du Grand Palais de Constantinople. Ils prétendent que l’impératrice Irène leur a ordonné de proclamer Nicéphore comme le nouvel empereur car elle craint un coup d’état d’Aetios. Aux gardes qui les interrogent, ils répondent que l’affaire est urgente. Finalement, les gardes ouvrent les portes du palais sans offrir aucune résistance. À la suite d’une cérémonie, Nicéphore est proclamé comme le nouvel empereur par une assemblée de hauts fonctionnaires. Dévoilant alors ses véritables intentions, il ordonne de faire arrêter Irène. Celle-ci est réveillée en pleine nuit et conduite sous bonne garde dans une chambre du Palais Sacré où elle est enfermée.
Le 1er novembre 802, le nouveau basileus Nicéphore Ier est couronné empereur dans la basilique Sainte-Sophie par le patriarche Taraise.

## Mort et canonisation
Le lendemain de son couronnement, le nouveau basileus rend visite à Irène, détenue dans une salle du palais. Théophane le Confesseur rapporte dans ses écrits des propos que l'ex-impératrice aurait tenus à Nicéphore, lorsque celui-ci vient la voir dans sa cellule :

« Je crois que c'est Dieu qui […] m'a fait monter sur le trône tout indigne que j'en étais ; je n'impute ma chute qu'à moi seule et à mes péchés […]. Quant à ta promotion, c'est Dieu que j'en considère comme l'instigateur, car je crois que rien ne peut se faire sans sa volonté. »

Cet extrait est assez symbolique de la façon dont les Byzantins perçoivent l'empereur en tant que souverain désigné par Dieu. En effet, comme l'explique la byzantiniste Hélène Ahrweiler, l'empereur byzantin est considéré à l'époque comme le représentant du Christ sur Terre. Néanmoins, si une révolte ou un complot réussit à le renverser, cela signifie pour les Byzantins que l'empereur a failli à sa mission. Pour Irène, sa chute est donc la preuve que Dieu lui a retiré sa protection pour la donner à quelqu'un d'autre, car elle n'était plus digne de cette charge.
Au cours de leur échange, Nicéphore demande également à Irène de lui livrer tous les trésors qu’elle détient. L’ex-impératrice accepte. Elle ne demande qu’une faveur : pouvoir demeurer au palais de l’Eleuthérion, sa résidence préférée.
Nicéphore accepte mais quelques jours plus tard, il revient sur sa promesse et ordonne qu’elle soit exilée au monastère fortifié de l’île de Prinkipo. L’impératrice déchue y demeure une dizaine de jours. Entourée d’un groupe de religieuses, elle y jouit du statut d'higoumène (supérieure d’un monastère).
Trouvant Prinkipo encore trop proche de Constantinople, Nicéphore ordonne à la fin du mois de novembre 802 qu’elle soit emmenée comme simple moniale au monastère de Mytilène sur l'île de Lesbos, où toute communication avec l'extérieur lui est interdite. Irène y meurt le 9 août 803 à l'âge de 51 ans environ. Son corps est ensuite ramené sur l’île de Prinkipo.
En 864, elle est canonisée et son corps déposé dans l'église des Saints-Apôtres de Constantinople, le lieu de sépulture des empereurs byzantins.

## Disparition des cendres
En 1204, la sépulture d'Irène ainsi que celles d'autres impératrices sont pillées par les croisés lors du siège de Constantinople. Ces derniers espéraient en effet récupérer des richesses déposées sur les corps.
Deux siècles plus tard, en 1453, les Ottomans prennent Constantinople, mettant fin à l'Empire byzantin. L'église des Saints-Apôtres est alors déjà en mauvais état. Prétextant un crime, le sultan Mehmed II ordonne de la détruire en 1461 et fait construire à la place la mosquée Fatih. Les sarcophages sont vidés et réemployés à d'autres usages. Les restes d'Irène disparaissent alors à tout jamais.

## Personnalité et traits physiques

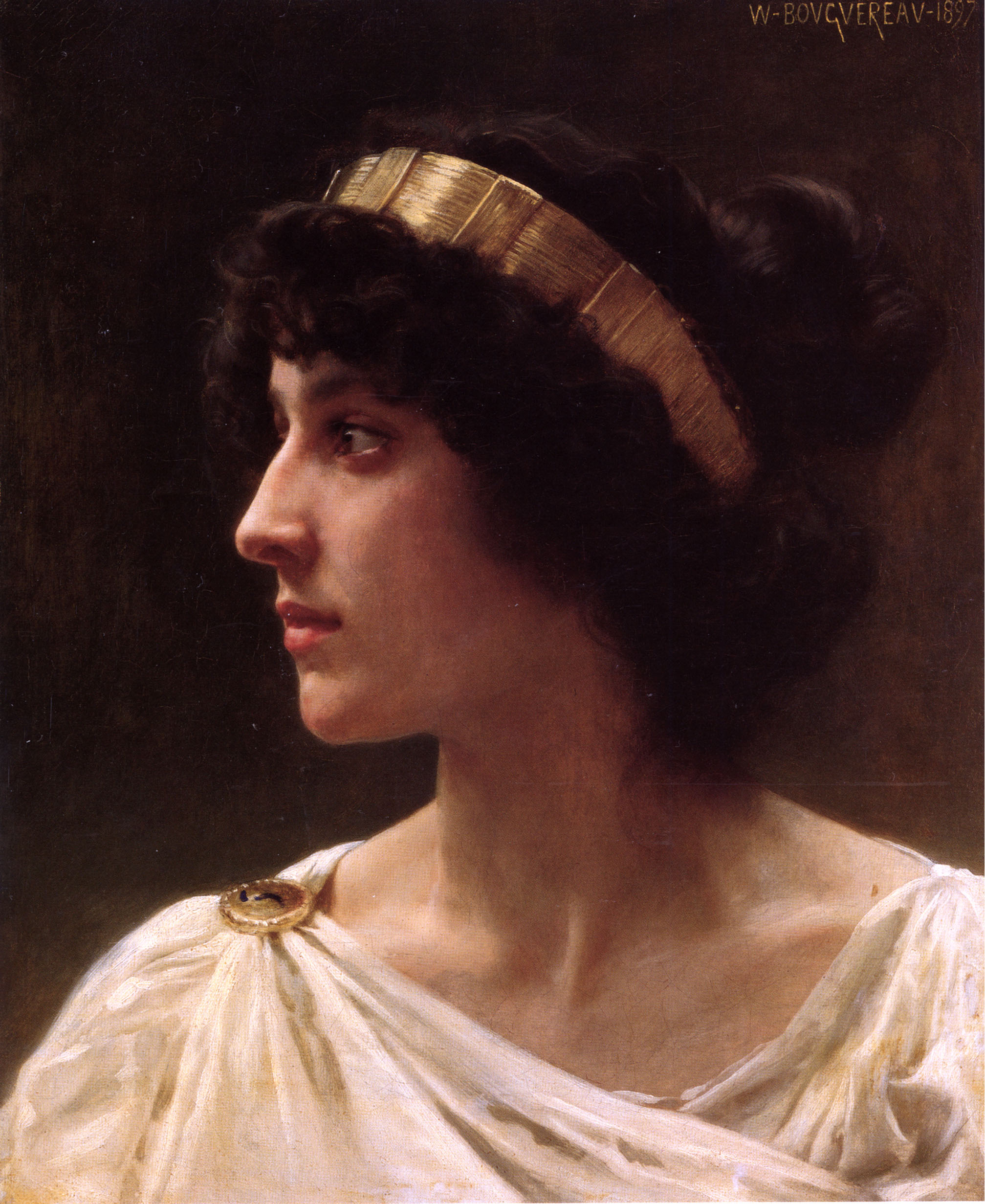
William Bouguereau, Irène, 1897.

Toutes les sources historiques dont nous disposons s'accordent sur le fait que l'impératrice Irène était d'une grande beauté. Son contemporain, Théophane le Confesseur, note que l'âge n'avait pas de prise sur cette femme, dont il loue encore la beauté lorsqu'elle eut atteint la cinquantaine.
Sa personnalité est plus difficile à cerner, les sources à ce sujet étant peu précises. Il faut donc s'en remettre aux historiens modernes dont les avis sont contradictoires.
Un premier courant d'historiens, au premier rang duquel se trouve le Français Charles Diehl, la présente comme une femme obsédée par le pouvoir, à la fois ambitieuse et sans scrupule. Charles Diehl note ainsi que « tous les moyens lui furent bons, la dissimulation et l'intrigue, la cruauté et la perfidie. »
D'autres auteurs sont plus nuancés. Dominique Barbe lui reconnaît une qualité essentielle en politique : la patience. Dans la même lignée, Gustave Schlumberger loue ses qualités en tant que souveraine. Ce dernier décrit ainsi Irène comme une femme « d'une intelligence virile, admirablement douée de toutes les qualités qui font les grands souverains, sachant parler au peuple et s'en faire aimer, excellant à choisir ses conseillers, douée d'un parfait courage et d'un admirable sang-froid ». Si Charles Diehl note également sa persévérance et son habileté face aux intrigues, il met en avant sa précipitation en plusieurs occasions, comme lors du concile de 786 qui a été un échec.
D'un point de vue spirituel, la plupart des historiens s'accordent sur sa piété chrétienne et sur sa dévotion, à l'image de la plupart de ses contemporaines. Le byzantiniste Demetrios Constantelos la présente enfin comme une philanthrope active, comme en témoigne la création de foyers pour personnes âgées, d'hospices et de cimetières pour les pauvres qu'elle fit construire au cours de son règne.
Quelles que soient les vertus ou les défauts attribuables à l'impératrice, sa personnalité continue d’intriguer les historiens. Pour Émile Molinier, le règne d'Irène est en tout cas « l'un des plus surprenants ».

## Famille et enfants
Irène était originaire d'une famille noble du nom de Sarantapechos, qui exerçait une influence importante sur la politique locale en Grèce centrale.
Irène étant orpheline, il est probable que ce soit son oncle, Constantin Sarantapechos, qui l’ait élevée. Celui-ci est un patricien et un stratège (général) du thème d'Hellade, au sud de la Grèce.
Irène a une sœur, dont le nom ne nous est pas parvenu. Nous savons seulement qu’elle était la mère de Théophylacte Tessarantapechos, un spathaire (garde du corps impérial) qui fut impliqué dans la répression d’une révolte locale en 799. L’historien Dominique Barbe suppose qu’Irène a eu d’autres frères et sœurs, mais aucune information n’existe à leur sujet.
Irène et Léon IV ont un fils, Constantin VI, qui sera leur seul enfant.
Celui-ci aura deux enfants avec son épouse Théodote :
- Léon, né le 7 octobre 796 et mort le 1er mai 797[80] ;
- un autre fils, de prénom inconnu, qui serait né après la déposition de son père et qui serait décédé entre 802 et 808[81].

## Postérité

### Héritage architectural

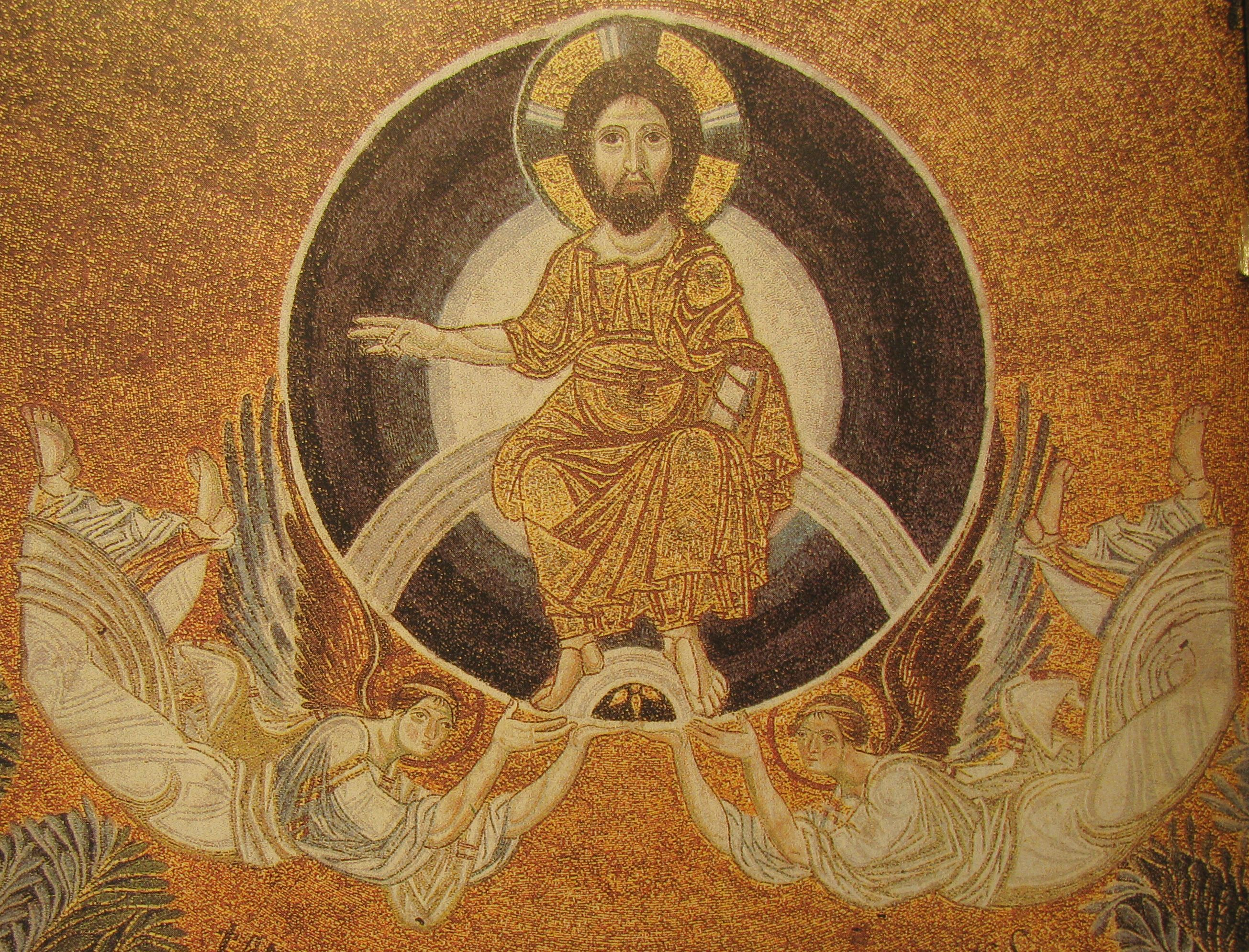
Décor de la coupole centrale de l’église Sainte-Sophie de Thessalonique.

Au cours de son règne, Irène fait bâtir de nombreuses églises, comme Bizye de Thrace, ainsi que plusieurs monastères en Bithynie. D’après Demetrios Constantelos, elle aurait par ailleurs dédié une église à Saint-Anastase et œuvré à la restauration de l'église de la Theotokos à Pégé.
L’église Sainte-Sophie de Thessalonique peut également être datée de son règne, car elle possède des monogrammes de Constantin et d'Irène.

### La restauration définitive des icônes
À la mort de l’impératrice Irène, le conflit entre partisans des icônes et opposants reprend de plus belle. À partir de 815, l’empereur Léon V réintroduit l’iconoclasme comme la doctrine philosophique et religieuse officielle de l’Empire. Le culte des icônes est à nouveau interdit. Il faut attendre 843 pour que le culte des icônes soit définitivement restauré. Cette année-là, le 11 mars 843, l’impératrice Théodora convoque un synode à Saint-Sophie qui rétablit le culte des images et proclame le triomphe de l’orthodoxie sur l’hérésie iconoclaste. Le synode rend également hommage à ceux qui ont souffert pour la cause des images, et en premier lieu à l’impératrice Irène, dont la mémoire est réhabilitée.

### Des héritages différents en Orient et en Occident
L’héritage d’Irène est contrasté, son empreinte dans l’Histoire et sa mémoire différant selon les régions. En Orient, elle reste vénérée comme « la nouvelle Hélène », celle qui a œuvré pour la restauration des images. L’impératrice est ainsi représentée sur de nombreuses icônes dans le monde orthodoxe, comme en témoigne la fresque la représentant sur les murs de l’église de la Nativité d’Abranasi en Bulgarie. Au XIVe siècle, un ouvrage intitulé une Vie de la sainte impératrice Irène l’Athénienne circule. Cette œuvre, probablement rédigée par un moine, est à l’origine d’un culte pour l’impératrice qui se perpétue en Orient jusqu’à aujourd’hui.
En Occident au contraire, l’impératrice fut longtemps oubliée. Son règne fut éclipsé par celui de l’empereur Charlemagne, qui a fondé l’Empire carolingien et a posé les principes de gouvernement dont ont hérité les grands États européens.

### Irène dans la littérature
Irène est l'un des personnages secondaires des deux romans historiques Les Fosses carolines et La Couronne d'Irène de l'écrivain français François Cavanna. Ceux-ci racontent les aventures de Renaud, un chevalier franc établi à Constantinople qui est recruté par l'impératrice Irène afin de porter un message secret à l'empereur Charlemagne.

### Irène à la télévision
Dans le téléfilm Charlemagne, le prince à cheval réalisé par Clive Donner, Irène est interprétée par l'actrice française Corinne Touzet.

#### Sources primaires
- Anastase le Bibliothécaire, Chronographia tripartita.
- Théophane le Confesseur, Chronographie.

#### Sources secondaires en français
- Charles Diehl, « Figures byzantines », Revue des Deux Mondes, Paris, 6e période, vol. 32,‎ 1906, p. 179-202 (lire en ligne).
- Georg Ostrogorsky (trad. de l'allemand par J. Gouillard), Histoire de l’état byzantin, Paris, Payot, 1977, 650 p. (ISBN 2-228-07061-0).
- Irène Sorlin, La plus belle ou la meilleure ? Note sur les concours de beauté à Byzance et dans la Russie moscovite des XVIe – XVIIe siècles, Publications de la Sorbonne, 1998 (lire en ligne), p. 635-650.
- Jean-Louis Rieusset, « Irène de Byzance, la seule femme Empereur romain », Académie des Sciences et Lettres de Montpellier,‎ 2004 (lire en ligne, consulté le 1er mai 2019).
- Dominique Barbe, Irène de Byzance, la femme empereur 752-803, Paris, Perrin, 2006, 397 p. (ISBN 2-262-02481-2).

#### Sources secondaires en anglais
- (en) Alexander Kazhdan (dir.), Oxford Dictionary of Byzantium, New York et Oxford, Oxford University Press, 1991, 1re éd., 3 tom. (ISBN 978-0-19-504652-6 et 0-19-504652-8, LCCN 90023208).
- (en) Lynda Garland, Byzantine Empresses : Women and Power in Byzantium, AD 527-1204, Routledge, 1999, 372 p. (ISBN 0-415-14688-7, lire en ligne), « Irene (769-802) ».
- (en) Judith Herrin, Women in Purple : Rulers of Medieval Byzantium, Phoenix Press, 2001, 304 p. (ISBN 1-84212-529-X).
- (en) Thomas Hodgkin, Italy and Her Invaders, Oxford, Clarendon Press., 1889 (lire en ligne).
- (en) Warren Treadgold, A History of the Byzantine State and Society, Stanford (Californie), Stanford University Press, 1997 (ISBN 0-8047-2630-2, lire en ligne).
- (en) Warren Treadgold, The Byzantine Revival, 780-842, Stanford University Press, 1988.
- (de) Paul Speck, Irene, byzantinische Kaiserin (797-802), Artemis & Winkler, 1991 (ISBN 3-7608-8905-0).

### Sources radiophoniques
- « Les Inconnus de l'Histoire - À Byzance, quand l'Empereur était une femme (entretien avec Hélène Ahrweiler) », sur France Culture, 27 mars 2018, (consulté le 12 avril 2019).

#### Bases de données et dictionnaires
- Ressources relatives aux beaux-arts :   - Grove Art Online
  - Sandrart.net
- Notices dans des dictionnaires ou encyclopédies généralistes :   - Biographisches Lexikon zur Geschichte Südosteuropas
  - Britannica
  - Brockhaus
  - Collective Biographies of Women
  - Deutsche Biographie
  - Dictionnaire universel des créatrices
  - Dizionario di Storia
  - Gran Enciclopèdia Catalana
  - Hrvatska Enciklopedija
  - Internetowa encyklopedia PWN
  - Larousse
  - Nationalencyklopedin
  - Store norske leksikon
  - Treccani
  - Universalis
- Notices d'autorité :   - VIAF
  - ISNI
  - IdRef
  - LCCN
  - GND
  - Espagne
  - Pays-Bas
  - Pologne
  - Israël
  - Tchéquie
  - Grèce